# 나탈리 가이젠베르거
나탈리 가이젠베르거(독일어: Natalie Geisenberger, 독일어 발음: [ˈnataliː ˈɡaɪ̯zn̩ˌbɛʁɡɐ], 1988년 2월 5일~)는 독일의 루지 선수이다. 2010년 동계 올림픽에서 동메달을 획득하고, 2014년 동계 올림픽에서 1인승과 단체전 모두 금메달을 획득하였다.